# Niezależne Państwo Czarnogórskie
Niezależne Państwo Czarnogórskie (czarn. Nezavisna Država Crna Gora) – państwo marionetkowe utworzone przez państwa Osi po inwazji na Jugosławię w kwietniu 1941 r.

## Historia
Obszar Czarnogóry i Sandżaku zajęły wojska włoskie. Już 17 kwietnia 1941 r. nacjonalista czarnogórski, Sekula Drljević utworzył w Cetyni, historycznej stolicy Królestwa Czarnogóry, kolaborujący z Włochami Tymczasowy Komitet Administracyjny Czarnogóry (Comitato per la Liberazione del Montenegro). W jego skład weszli ponadto: Luka Rasković, b. oficer armii czarnogórskiej, Abdullah Turković i Włoch dr Luigi Baldini. 19 kwietnia powstał tymczasowy Komitet Administracyjny (Administrativni Komitat) złożony z czarnogórskich działaczy niepodległościowych (Jovo Popović, b. minister, Dušan Vučinić, prawnik i jeden z przywódców Zelenaši, Bogdan Jvanović, dr Jovan Klišić, Savo Milutinović, Petar Lompar, dr Ivo Jovičević). Publikowano pismo "Glas Crnogorca" opowiadające się za restauracją Królestwa Czarnogóry za zgodą Włochów. 24 kwietnia książę Serafino Mazzolini został powołany na stanowisko cywilnego gubernatora Czarnogóry. Od 22 maja działała przy jego urzędzie Czarnogórska Rada Doradcza (Consulta Montenegrina), która zastąpiła Komitet Administracyjny. Jej członkami zostali: Mihailo Ivanović jako honorowy prezydent (b. jugosłowiański parlamentarzysta), Jovo Popović (b. parlamentarzysta i dyplomata), Dušan Vučinić, Sekula Drljević, Simo Martinović (duchowny).
Pierwszym pretendentem do objęcia tronu czarnogórskiego był książę Mihailo, syn księcia Mirko i bratanek włoskiej królowej Eleny. Jednakże zrezygnował z tego prawa. Tak samo stało się z kolejnym kandydatem, księciem Nikolą. W tej sytuacji postanowiono uczynić regentem króla Włoch Wiktora Emanuela III. W tym celu 12 lipca w Cetyni rozpoczęło obrady Zgromadzenie Konstytucyjne (Skupština) złożone z 65 członków, wybranych przez S. Mazzoliniego, na czele z M. Ivanoviciem. Ogłosiło ono „Deklarację Restauracji Królestwa Czarnogóry”, powiązanego unią z Serbią, zaoferowano królowi Włoch urząd regenta, który miał proklamować Statut Królestwa (opracowany przez włoskiego prawnika Carlo Alberto Bigginiego w Rzymie). W przypadku nieznalezienia właściwego kandydata tron miał objąć Wiktor Emanuel III. 
Nowe marionetkowe władze nie zdołały przejąć kontroli nad obszarem Czarnogóry i Sandżaku, gdyż 13 lipca wybuchło powstanie przeciwko profaszystowskim rządom z inicjatywy partyzantki komunistycznej i serbskich czetników. W rezultacie 26 lipca pełnię władzy wojskowej i cywilnej przejął gen. Alessandro Pirzio Biroli, dowódca wojsk okupacyjnych, który 3 października został mianowany Gubernatorem Czarnogóry. 12 sierpnia zaproponował przyłączenie Czarnogóry do Włoch, ale Benito Mussolini odmówił. W tej sytuacji 17 sierpnia utworzył Sekretariat Spraw Wewnętrznych Czarnogóry (Segretariato per gli Affari Civili del Montenegro) w składzie 11 ministrów. Natomiast 8 grudnia powołał Cywilną Administrację Czarnogóry (Amministrazione Civile del Montenegro), która znajdowała się całkowicie pod włoską kontrolą. Weszli do niej: Tomo Kalodjera, Radule Dragović, Marko Plemenac, Milan Gvozdenović, Stanko Prva, Bogdan Ivanović, Juraj Slapničar, Milivoje Milošević i Anton Luković. Tymczasem wojna domowa spowodowała całkowity chaos w Niezależnym Państwie Czarnogórskim; postępy partyzantów były tak duże, że Włosi i podporządkowane im marionetkowe władze czarnogórskie nie kontrolowały większości terytorium kraju (poza rejonem miejscowości Podgorica, Nikšić i Cetynia). W rezultacie włoskie wojska okupacyjne były stale wzmacniane, dochodząc ostatecznie do ośmiu dywizji piechoty. 24 lipca lub 5 sierpnia 1942 r. gen. A. Pirzio Biroli zawarł porozumienie z czetnickim generałem Blažo Đukanoviciem. Na jego mocy przedstawiciele serbskich czetników i czarnogórskich Zelenaši weszli w skład Centralnego Komitetu Narodowego (Comitato Centrale Nazionalista), na czele którego stanął gen. B. Đukanović. 
Po ogłoszeniu przez Włochy rozejmu i wyjściu z wojny we wrześniu 1943 r., ich miejsce zajęli Niemcy. 10 listopada powołali Czarnogórską Administrację Narodową na czele z Ljubo Vuksanoviciem. W odpowiedzi komunistyczny Narodowy Komitet Wyzwolenia Czarnogóry powołał w miejscowości Kolašin Terytorialną Radę Antyfaszystowską (Zemaljsko Antifašističko Vijeće), która ogłosiła, że po wyzwoleniu Czarnogóra będzie równorzędną jednostką w przyszłym federalnym państwie jugosłowiańskim. Decyzja ta została potwierdzona przez II Zjazd ZAVNO 16 lutego 1944 r., który odbył się po Zjeździe AVNOJ w Jajce 29-30 listopada 1943 r. z udziałem przedstawicieli z wszystkich części Jugosławii. W tym czasie na obszarze Czarnogóry trwała szczególnie brutalna i zacięta walka pomiędzy miejscową komunistyczną partyzantką podległą Josipowi Broz Ticie a serbskimi czetnikami, którzy tworzyli tzw. Królewskie Wojska Jugosłowiańskie w Ojczyźnie (Kraljevska Jugoslovenska Vojska u Otadžbini) na czele z płk. Dragoljubem Mihailoviciem. Jednakże po cofnięciu dla nich poparcia przez zachodnich aliantów w 1944 r. zdecydowaną przewagę zaczęli szybko zyskiwać komuniści. W II poł. 1944 r. zaktywizowali oni znacznie operacje partyzanckie przeciwko Niemcom i ich kolaborantom. W okresie listopada-grudnia wszystkie miasta na wybrzeżu i w centralnej części Czarnogóry zostały wyzwolone. 
Działalność czarnogórskich separatystów przeniosła się poza obszar Czarnogóry. Wiosną 1945 r. S. Drljević, aresztowany przez Włochów jeszcze w październiku 1941 r. i przebywający na wygnaniu, przybył do Zagrzebia, gdzie w porozumieniu z władzami Niezależnego Państwa Chorwackiego, utworzył w lipcu Radę Państwową Czarnogóry (Crnogorsko drzavno vijece). Próbował uzyskać wsparcie Niemców, ale z niewielkimi skutkami. Podjął wówczas próby sformowania przy pomocy ustaszy konspiracyjnej formacji zbrojnej, za pomocą której mógłby zrealizować swoje zamierzenia dotyczące Czarnogóry. W tym celu skontaktował się z czetnickim dowódcą i wojewodą Pavle Đurišiciem, który był komendantem sił czetnickich w Czarnogórze. 22 marca w miejscowości Doboj w Sandżaku doszło do zawarcia wspólnej umowy, na podstawie której P. Đurišić uznał Radę Państwową Czarnogóry za tymczasowy organ rządzący, a jego oddziały zostały przemianowane na Czarnogórską Armię Narodową (Crnogorska narodna vojska) z nim jako operacyjnym dowódcą i S. Drljeviciem jako głównodowodzącym. W zamian S. Drljević miał zapewnić czetnikom bezpieczne przejście do Słowenii. W rzeczywistości było to porozumienie czysto taktyczne. Jednakże kiedy 2 tygodnie później czetnicy próbowali przemaszerować do Słowenii, zostali otoczeni i rozbrojeni przez Chorwatów, którzy podporządkowali ich swojemu dowództwu i skierowali do walki z komunistyczną partyzantką.

## Gubernatorzy Niezależnego Państwa Czarnogórskiego
- Mihajlo Ivanović (formalnie) (17 maja – 23 lipca 1941 r.)
- Serafino Mazzolini (19 kwietnia – 23 lipca 1941 r.)
- gen. Alessandro Pirzio Biroli (23 lipca 1941 r. – 13 lipca 1943 r.)
- Curio Barbasetti di Prun (13 lipca – 10 września 1943 r.)
- gen. Theodor Geib (10 września 1943 r. – 1 czerwca 1944 r.)
- gen. Wilhelm Keiper (1 czerwca – 15 grudnia 1944 r.)

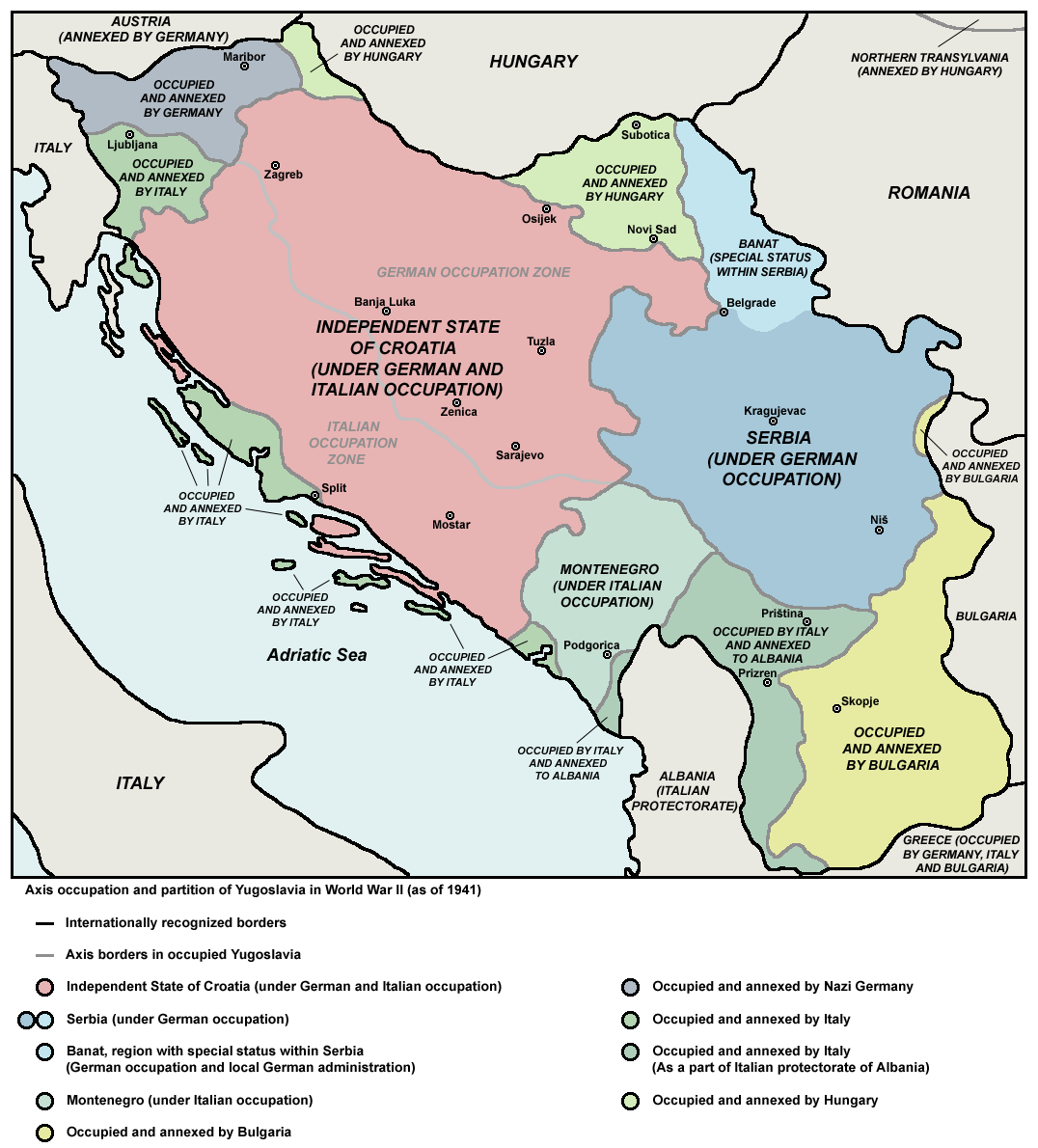
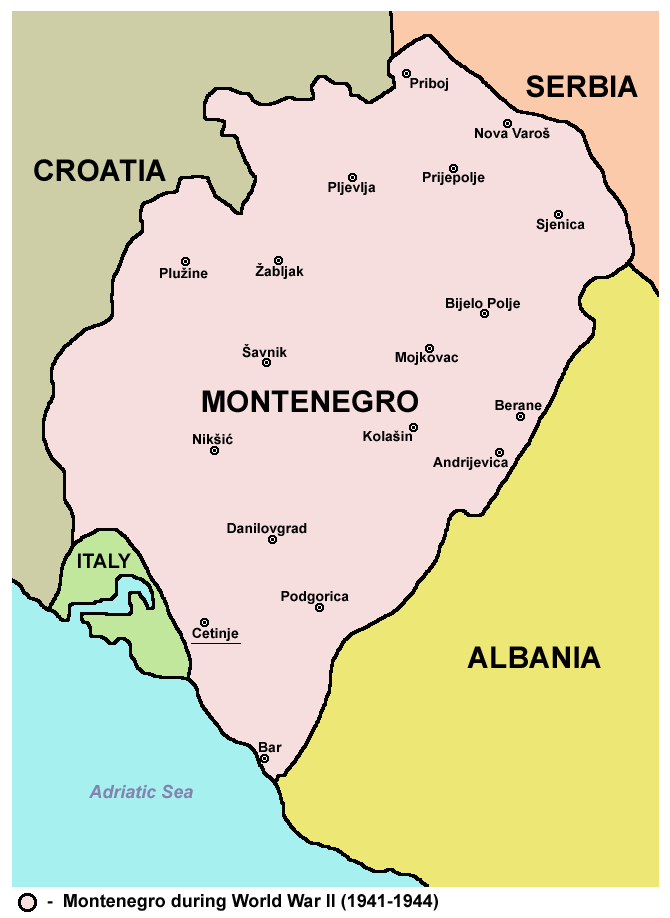
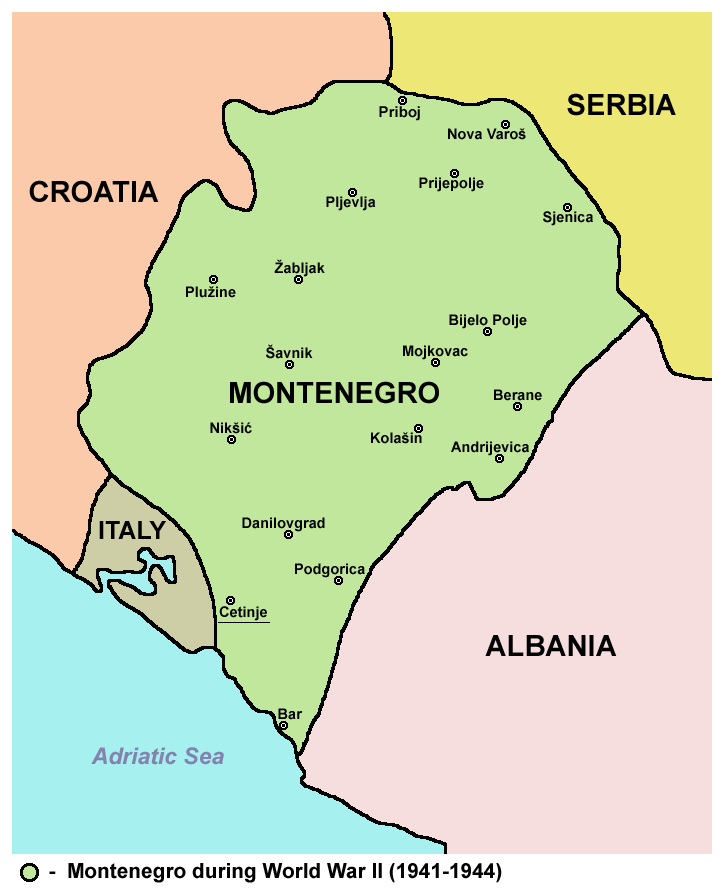